# Băjești
Băjești es una localidad rumana de la comuna de Bălilești, en el condado de Argeș.

## Geografía
Se encuentra en la margen derecha del río Bratia, que discurre al este del lugar.

## Historia
Hacia finales del siglo XIX Băjeşti constituía una comuna rural del antiguo condado de Muscel y tenía contabilizada una población de 833 habitantes, dedicados a la agricultura y la ganadería. En la segunda mitad del siglo XX formaba parte de la comuna de Bălilești, en el condado de Argeș.